# كيت جيلو
كيت جيلو (بالفرنسية: Kate Gillou)‏ مواليد 19 فبراير 1887 في باريس - الوفاة 16 فبراير 1964 في باريس، كانت لاعبة كرة مضرب فرنسية. سبق أن شاركت في دورة الألعاب الأولمبية الصيفية. في سنة 1903 وصلت إلى نهائي البطولة الفرنسية لفردي السيدات لكنها خسرته.

## روابط خارجية
- كيت جيلو على موقع الاتحاد الدولي لكرة المضرب (الإنجليزية)
- كيت جيلو على موقع أوليمبيديا (الإنجليزية)